# Наводнения в Индии и Бангладеш (2022)
В мае 2022 года в северо-восточной Индии и Бангладеш обрушились вызванные ливнями наводнения. Они затронули свыше 9 миллионов человек в обеих странах, более 116 человек погибли. 1900 деревень были затоплены после нескольких дней проливных дождей в горных районах, из-за которых многие реки региона, в основном Брахмапутра и Барак, вышли из берегов.

## Предыстория
Бангладеш и северо-восточная Индия, особенно Ассам, в основном состоят из пойм с многочисленными реками, протекающими через них, наиболее известными из которых являются Ганг и Брахмапутра. В регионе есть речная система Барак—Сурма—Кушияра, которая протекает через северо-восток Бангладеш и долину Барак в Ассаме. Из-за большого количества воды, поступающей из Гималаев, и сильных муссонных дождей наводнения в этом регионе происходят регулярно.

## События
Наводнения в мае 2022 года были вызваны превышением нормы осадков по всему штату, особенно в долине Барак. К 25 мая они затронули более 6 тысяч человек, а 25 человек погибли. По данным Управления по борьбе со стихийными бедствиями штата Ассам, по всему штату пострадали тысячи деревень и более 110 000 гектаров посевных площадей. Округ Горы Северный Качар в Ассаме был на короткое время отрезан от остальной части штата. Власти организовали несколько лагерей с помощью по всему штату, в которых укрываются тысячи людей. Железнодорожные линии также пострадали из-за наводнений и оползней.
Ливни вновь обрушились на регион в июне. К 17 июня 2022 года сообщалось, что в результате наводнений и оползней в Ассаме погибло 20 человек, а в Мегхалае — 18. На горных станциях Черрапунджи и Мавсинрам было зафиксировано самое большое количество осадков с 1940-х годов. В Аруначал-Прадеш сильные дожди и оползни затронули многие районы по всему штату, один человек погиб, трое пропали без вести.
Пострадало более 4000 деревень в 32 районах, 1,5 миллионам человек потребовалось убежище в 500 лагерях помощи. Также было зафиксировано большое количество оползней. Уровень воды в реке Брахмапутра, её притоках Джиа-Бхарали, Путхимари, Манас, Беки и реках долины Барак Барак и Кушияра поднялся.
В Трипуре наводнение в нескольких реках вынудило 12 000 человек покинуть свои дома.
В Бангладеш наводнения в основном затронули северо-восточные районы Силхет и Сумамгандж, и по состоянию на 20 июня унесли жизни более 32 человек. Наводнения затопили более 53 000 гектаров сельскохозяйственных угодий, повредив посевы. После того, как этот район был погружен в воду, можно было замечено много рыбы, выплывшей из затопленных прудов и водохранилищ. Из-за наводнений была нарушена учебная деятельность 640 учебных заведений в Силхете. В районах, пострадавших от наводнения, нехватка чистой воды. Дамбы в разных районах повреждены сильными наводнениями. В июне по меньшей мере 500 деревень пострадали в разных частях района Силхет. В районах Силхет и Сунамгандж отключено электроснабжение.
Экзамены на получение аттестата об окончании средней школы, которые должны были проводиться в стране, были отменены из-за ухудшения ситуации с наводнениями. Работа международного аэропорта Османи и железнодорожной станции Силхет были приостановлены из-за попадания паводковых вод в район аэропорта и вокзала.
На севере Бангладеш поднялись реки Тиста и Джамуна, затопив значительную часть районов Лалмонирхат и Куриграм. 20 июня агентство Reuters сообщило, что в результате наводнения более девяти миллионов человек оказались в затруднительном положении, в том числе 4,5 миллиона в Бангладеш и 47 лакхов в Ассаме.